# Сабиако (Арканзас)
Сабиако (англ. Subiaco) — город, расположенный в округе Логан (штат Арканзас, США) с населением в 439 человек по статистическим данным переписи 2000 года.

## География
По данным Бюро переписи населения США город Сабиако имеет общую площадь в 4,66 квадратных километров, водных ресурсов в черте населённого пункта не имеется.
Сабиако расположен на высоте 145 метров над уровнем моря.

## Демография
По данным переписи населения 2000 года в Сабиако проживало 439 человек, 115 семей, насчитывалось 147 домашних хозяйств и 167 жилых домов. Средняя плотность населения составляла около 91,5 человек на один квадратный километр. Расовый состав Сабиако по данным переписи распределился следующим образом: 93,62 % белых, 3,64 % — чёрных или афроамериканцев, 0,46 % — коренных американцев, 0,23 % — азиатов, 1,82 % — представителей смешанных рас, 0,23 % — других народностей. Испаноговорящие составили 0,68 % от всех жителей города.
Из 147 домашних хозяйств в 38,8 % — воспитывали детей в возрасте до 18 лет, 63,9 % представляли собой совместно проживающие супружеские пары, в 9,5 % семей женщины проживали без мужей, 21,1 % не имели семей. 17,7 % от общего числа семей на момент переписи жили самостоятельно, при этом 10,9 % составили одинокие пожилые люди в возрасте 65 лет и старше. Средний размер домашнего хозяйства составил 2,53 человек, а средний размер семьи — 2,86 человек.
Население города по возрастному диапазону по данным переписи 2000 года распределилось следующим образом: 20,3 % — жители младше 18 лет, 9,6 % — между 18 и 24 годами, 26,0 % — от 25 до 44 лет, 26,0 % — от 45 до 64 лет и 18,2 % — в возрасте 65 лет и старше. Средний возраст жителей составил 40 лет. На каждые 100 женщин в Сабиако приходилось 122,8 мужчин, при этом на каждые сто женщин 18 лет и старше приходилось 131,8 мужчин также старше 18 лет.
Средний доход на одно домашнее хозяйство в городе составил 38 182 доллара США, а средний доход на одну семью — 40 417 долларов. При этом мужчины имели средний доход в 25 125 долларов США в год против 17 969 долларов среднегодового дохода у женщин. Доход на душу населения в городе составил 14 012 долларов в год. 6,0 % от всего числа семей в населённом пункте и 17,7 % от всей численности населения находилось на момент переписи населения за чертой бедности, при этом 16,7 % из них были моложе 18 лет и 36,0 % — в возрасте 65 лет и старше.